# IC 1677
IC 1677 је спирална галаксија у сазвјежђу Рибе која се налази на листи објеката дубоког неба у Индекс каталогу.
Деклинација објекта је + 33° 12' 56" а ректасцензија 1h 21m 7,1s. Привидна величина (магнитуда) објекта IC 1677 износи 14,1 а фотографска магнитуда 15,0. IC 1677 је још познат и под ознакама MCG 5-4-25, CGCG 502-42, VV 600, KUG 0118+329, PGC 4891.